# Calzada de los Molinos
Calzada de los Molinos – gmina w Hiszpanii, w prowincji Palencia, w Kastylii i León, o powierzchni 25,94 km². W 2011 roku gmina liczyła 347 mieszkańców.